# ルース・ベイダー・ギンズバーグ
ルース・ベイダー・ギンズバーグ（英語: Ruth Bader Ginsburg、1933年3月15日 - 2020年9月18日）は、アメリカ合衆国の法律家。1993年にビル・クリントン大統領に指名されてから死去するまで27年間にわたって連邦最高裁判事（陪席判事）の座にあり、米国史上2人目の女性最高裁判事として、特に性差別の撤廃などを求めるリベラル派判事の代表的存在としてアメリカで大きな影響力を持った。

## 来歴
ニューヨーク市ブルックリン生まれ。父親はオデッサ出身のユダヤ系ウクライナ人移民で、母親はユダヤ系オーストリア人移民の子だった。幼いときに姉をがんで亡くし、大学進学直前に母親もがんで亡くなっている。当初のフルネームはジョーン・ルース・ベイダー。現在のルース・ベイダー・ギンズバーグは結婚にあたって夫の姓に改姓する際、旧姓をミドルネームに入れて、ダブルサーネーム（複合姓）風にしたもの。

### 教育
母親は非常に知的な女性であり、「淑女たれ、自立せよ」との教えを重んじて彼女を育てた。「淑女たれ」とは「自分の感情をコントロールし、怒り、悔恨、ねたみに流されるな、こういった感情は徐々に力を奪うものでしかない」ということであり、「自立せよ」については、「母は、私がいつの日か白馬の王子様に出会って結婚することを望んでいたと思います。それでもなお、母は自力でやりくりする能力の大切さを強調しました。」と語っている。怒りに駆られて話すなという母親のアドバイスは、徹底的に準備するという法律家としての彼女のスタイルに影響を与えている。
コーネル大学に進学。在学中にブラインドデートで、同窓でのちに夫となるマーティン・ギンズバーグと出会った。「控え目」「内気」「おとなしい」と評されるルースに対し、マーティンは陽気で社交的な性格だった。「私が出会ったなかでも私の知性に関心を持った唯一の若い男性でした」とルースは語っている。1954年卒業。卒業の翌月に結婚。
1955年、娘が生まれる。1956年、マーティンも在籍するハーバード大学ロースクールへ進学。このとき500人超の全学生数に対して女子学生は9人だった。マーティンが卒業しニューヨークで職を得たためハーバード大学のあるボストンを離れ、ニューヨークにあるコロンビア大学ロースクールへ編入学して法学位を得ている。
この間、夫のマーティンがハーバード在学中にがんを発症している。ルースは生まれたばかりの子供の世話と夫の看病を並行して行いながら法律の勉強を続け、最優等生だけが選ばれる学内法律雑誌の編集委員をつとめている。

### 職歴
ハーバード大学・コロンビア大学ともに極めて優秀な成績を残したが、成績優秀者の一般的な就職先だった連邦高等裁判所やニューヨークの法律事務所には、女性であることを理由に受け入れられず、卒業後は地区裁判所判事のもとでロー・クラークとして働いた。
1963年にラトガース大学ロースクールで教壇に立つ。1972年、コロンビア大学ロースクールで女性として初の常勤教員となった。1973年にはアメリカ自由人権協会（ACLU）ニュージャージー支部で法律顧問に就任、ここで米国社会に残る性差別に関して原告代理人として数多くの法廷闘争を手がけ、憲法修正第14条を根拠に女性差別を違憲とする画期的な判決を連邦最高裁で勝ち取るなど、性差別と戦う法律家として全国的な名声を博するようになる。
1980年、ジミー・カーター大統領によってコロンビア特別区巡回区連邦控訴裁判所判事に指名される。ここでギンズバーグは、特に意見が鋭く対立する事件で法的な中立性を堅持する姿勢によって高い評価を得た。

### 結婚生活
夫との出会いについて、「マーティンとの出会いは人生で一番の幸運です」と語っている。ルースと夫のマーティンは、1950年代当時としては驚異的に平等な夫婦関係を築いており、共に法律家であった二人は何十年も共働きで、家事と育児を分担していた。料理の大部分はマーティンが行っていたとされる。性差別によって女性が法律家として能力を発揮することが困難であった当時、マーティンは妻の知性を尊敬し、彼女が力を社会で活かせるようサポートした。コロンビア特別地区連邦巡回控訴裁判所の判事に任命された際には、マーティンはニューヨークでの高給な弁護士のキャリアを捨て、共に首都ワシントンに移住している。

### 連邦最高裁へ

当時のクリントン大統領の前で最高裁判事就任の宣誓を行うギンズバーグ（1993年8月10日）

1993年、クリントン大統領の在任時に連邦最高裁のバイロン・ホワイト判事が辞任し、その後任として推薦される。ギンズバーグは女性の権利に関してはきわめて進歩的で、妊娠中絶の禁止が女性を差別するものだとしてロー対ウェイド事件判決を支持していた。しかし一方、刑事事件などでは、当時同僚で保守派と目されていたアントニン・スカリア判事などとともに保守的な判決を下していたため、共和党議員が支持しやすいと判断された。夫のマーティンは法律家としての妻を高く評価しており、彼女が最高裁判事にふさわしい人物であることを自らの人脈を通してワシントンの人々にアピールし影響を与えた。
はじめクリントン大統領は政治家の指名を模索しており、法律の仕事以外に就いたことのないギンズバーグの指名にはそれほど乗り気ではなかったとされる。しかし本人と面接した蔡、ギンズバーグは若くして亡くした母親のこと、同じがんで落命しそうになった夫のこと、また自分の半生を通じて女性の権利向上に尽くしてきたことを静かに語り、大統領に強い印象を残したと言われる。
そして面接の翌日、クリントン大統領はギンズバーグの判事指名を全米に発表する。議会上院は96対3の投票で任命に同意し、1993年8月10日、ギンズバーグは宣誓を行って連邦最高裁判事に就任した。オコナー判事に次いで女性として二人目、1969年にフォータス判事が辞任して以来はじめてのユダヤ系最高裁判事となった。

### 最高裁判事就任後
彼女が手がけた判決では、性別による差別的な取り扱いを認めたアイダホ州法を違憲とした判決（1971年）や、入学者を男子に限定していたバージニア州立軍事学校の規定を違憲とする判決（1996年）などが知られる。
最高裁判事のなかでも保守派として知られたスカリア判事とは、法律や社会に対する信念は非常に異なっていたが、プライベートでは親しい友人だった。
2009年に膵臓がんと診断されたが引退せず執務を継続。2018年12月には85歳で転倒事故に遭い、肋骨を3本折る重傷を負ったが、その治療の際に肺の悪性腫瘍も発見され、緊急の摘出手術を受け、2019年2月に復帰。その後も入退院を繰り返しながら執務を続けた。
2020年9月18日、転移性膵臓がんの合併症のため87歳で死去。2010年にジョン・ポール・スティーブンス判事が引退して以降は、最高齢の連邦最高裁判事だった。
長女ジェーンはコロンビア大学ロースクール教授、長男ジェームズは音楽プロデューサー。夫のマーティンも2010年に死去するまでジョージタウン大学ロースクール教授だった。

## 死去と後任人事をめぐって

### 晩年

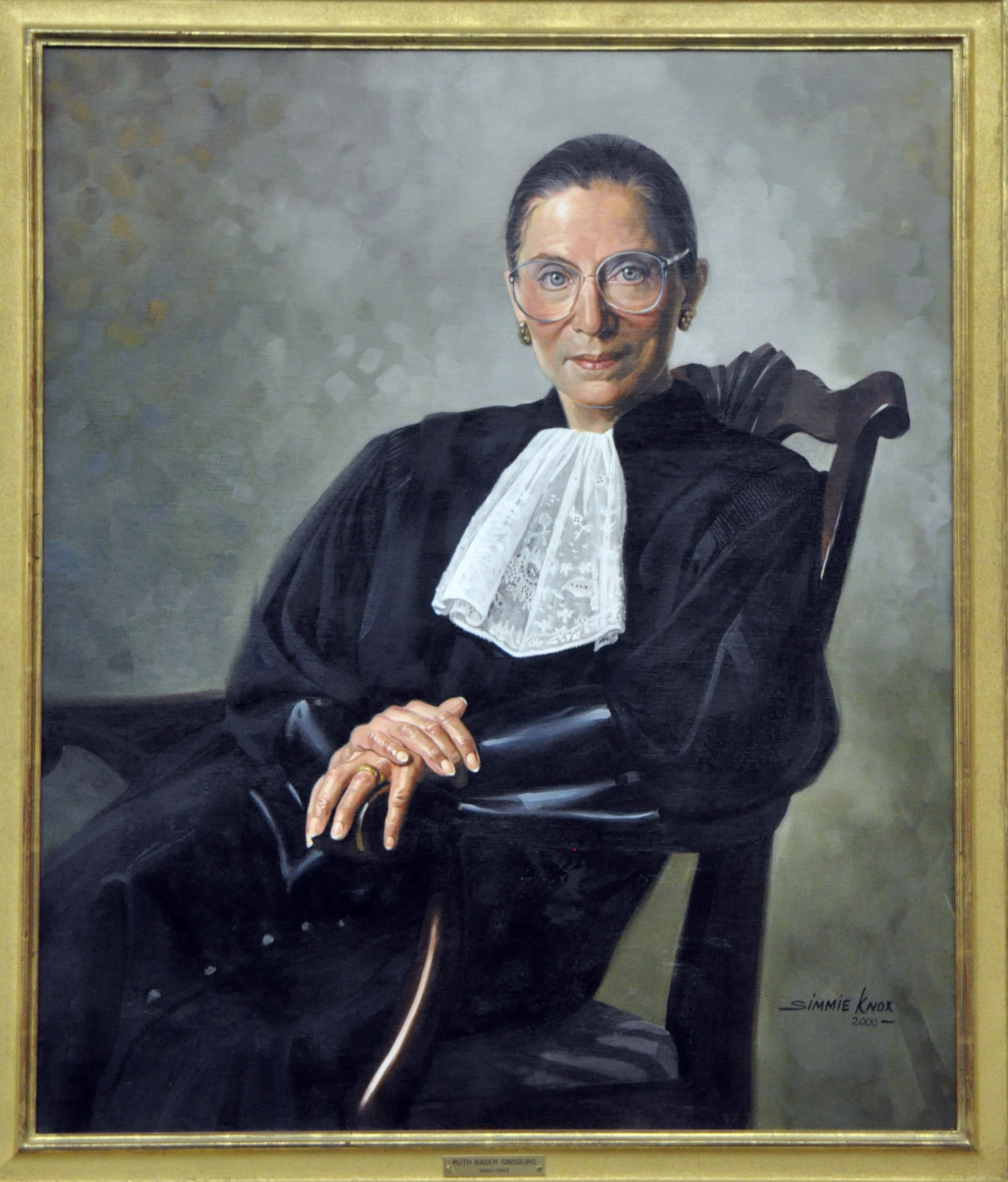
連邦最高裁に掲げられているギンズバーグ判事の肖像画。2012年完成。

ギンズバーグの晩年における連邦最高裁判事9人の構成は、トランプ大統領が就任直後にニール・ゴーサッチ判事を指名し、さらに2018年にブレット・カバノー判事を指名したことによって、保守派が5人、進歩派（リベラル派）が4人と見なされるようになっていた。
進歩派判事の代表と目されていたギンズバーグは、もともと2016年の大統領選挙の後も執務を継続する意向を示していたが、自身が引退すればトランプ大統領によって保守派の判事が新たに任命され、連邦最高裁の保守化がさらに進むことを強く危惧するようになったと言われている。また、民主党も同じ理由によりギンズバーグの執務継続を強く望んでいた。
ギンズバーグ自身はトランプ当選と自らの進退の関係について明確にコメントしたことはないが、結果としてギンズバーグは膵臓癌と診断された後も、手術と入院を繰り返しながら死去するまで判事の座にとどまることとなった。
2016年の大統領選挙でトランプと争い敗退した民主党のヒラリー・クリントンは、自身の著書の中で「わたしが勝利していたら、彼女は気持ちよく引退していたかもしれない」と述べている。

### 死去・後任指名
ギンズバーグが死去したのは2020年9月18日、大統領選挙投票日の約1カ月半前というタイミングだった。ギンズバーグは死去に際して、少なくとも新しい大統領が就任するまでは自身の後任人事が行われることのないよう強く願っていたとされる。

また共和党・民主党の間では、大統領選挙が行われる年に連邦最高裁判事に欠員が出たとしても、選挙結果が判明するまで新たな判事の指名は見送るとする不文律もあった。

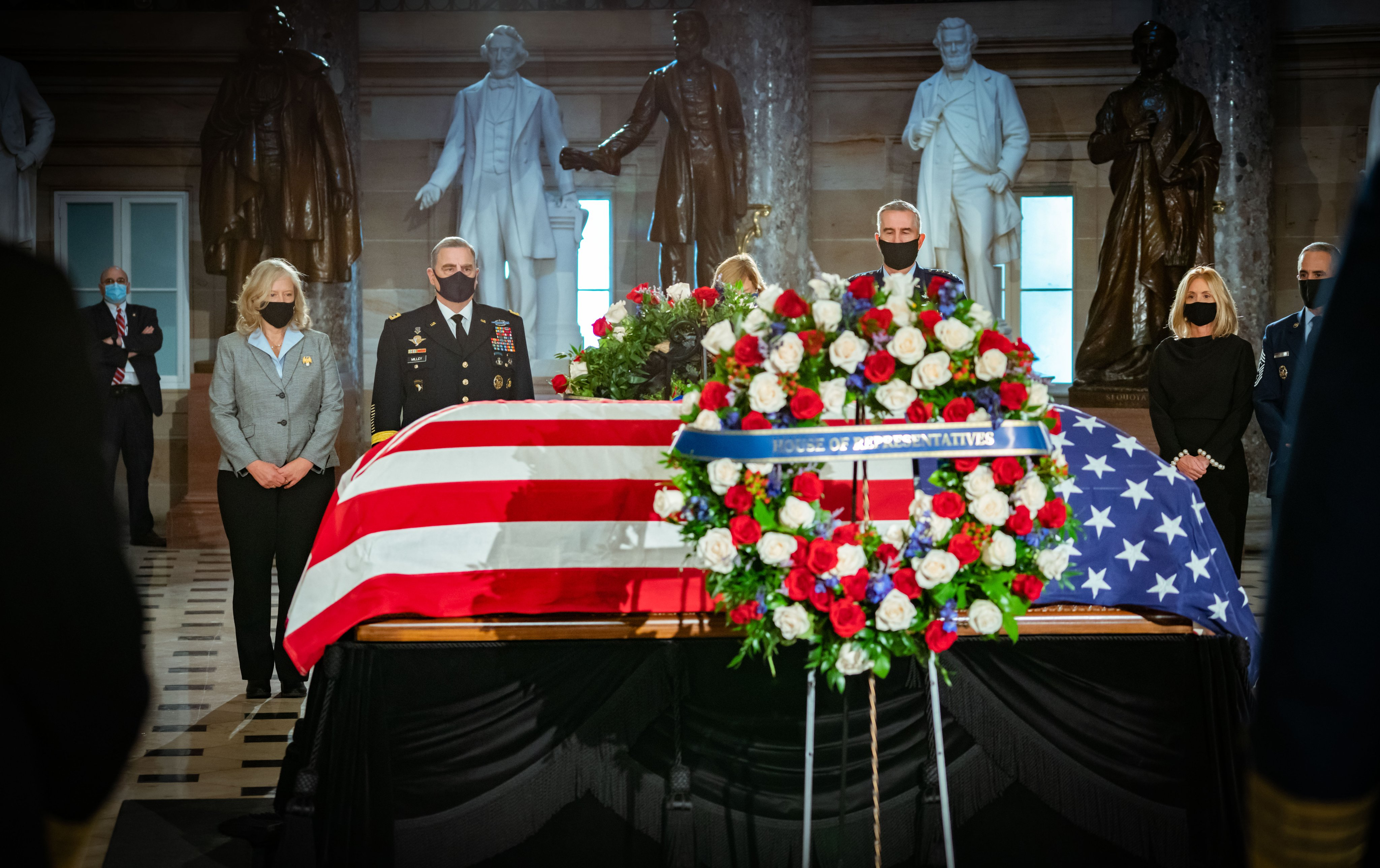
米議会議事堂内に安置されたギンズバーグ判事の棺（2020年9月25日）。正副大統領と上下院議長をはじめ多くの要人が弔問に訪れた。

しかしギンズバーグの死去発表から間もなく、トランプ大統領は保守派とされていた判事エイミー・コニー・バレットをギンズバーグの後任として指名し、上院司法委員会は大統領選挙投票前の10月26日にバレットを52対48の僅差で承認。
バレットは同日夜に宣誓を行い、ギンズバーグの後任として正式に就任した。これにより、連邦最高裁判事の構成は保守派が6人、進歩派が3人となった。
判事が死去してからわずか1カ月での後任就任は、連邦最高裁の歴史でも極めて異例であった。この動きについては、トランプ大統領が大統領選挙で敗北した場合に連邦最高裁に異議申立を行い、選挙の結果を覆させるため、自分にとって都合の良い保守派の判事の増員を図ったものと指摘されたことがある。
しかし、現実には連邦最高裁の判事が必ずしも大統領の意に沿った判断をする保証はなく、トランプ本人が過去に任命した保守派の判事であるゴーサッチとカバノーもトランプ政権の訴えをしばしば棄却しているため、異例の短期間での指名・就任となった大きな理由は、トランプの意思ではなく、連邦最高裁のさらなる保守化を試みる共和党幹部らの粘り強い動きだったと考えられている。

### その後
同年11月の選挙で敗北したトランプ側は、選挙過程で大規模な不正があったと主張して各地でさまざまな訴訟を起こした。12月には共和党出身の知事がいたテキサス州の司法長官が、バイデン勝利となった一部の州での選挙無効をもとめて訴えを起こし、これが連邦最高裁に持ち込まれている（州同士の訴訟は一審が連邦最高裁となるため）。
しかし連邦最高裁は、トランプ政権下で指名された3人の判事を含むほぼ全員一致で、訴えの利益がなく不正の証拠も示されていないとしてテキサス州などの訴えを退けている。

## 大衆文化における人気

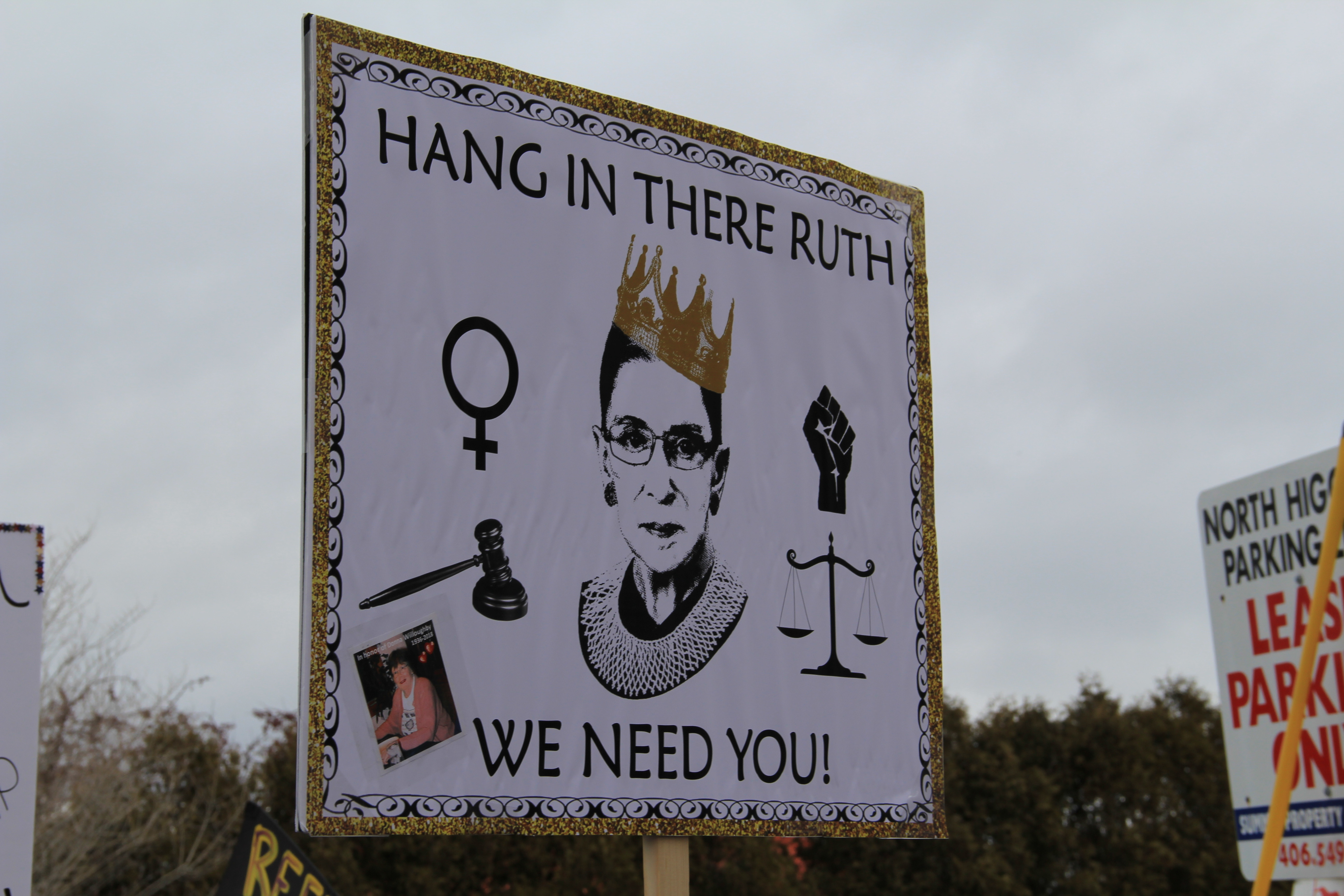
女性の権利を訴えるデモ行進で掲げられたギンズバーグ判事の似顔絵。（米モンタナ州、2018年）

米国の連邦最高裁では、リベラル派・保守派判事の構成状況によって妊娠中絶や銃規制など重大な憲法判断が大きく揺れ動くため、もともと連邦最高裁判事の去就は一般社会の注目を集めやすい。
とりわけギンズバーグは、保守化した連邦最高裁においてリベラルな判断を示す貴重な存在であること、また慣例を破って一般メディアの取材にしばしば応じることから、性差別と闘うリベラル派法律家の代表格として広く動向が注目されるようになった。
この傾向は共和党のトランプ政権発足前後からさらに強まり、ギンズバーグ判事の半生を題材にした子供向けの絵本が相次いで出版されたほか、判事を描いたマグカップやTシャツなど関連グッズまで売り出された。
3大テレビネットワークNBCの人気バラエティ番組「サタデーナイト・ライブ」では、著名コメディアンのケイト・マッキノン扮するギンズバーグ判事が時事問題を取り上げるパロディーを放送し人気を集めた。
こうした現象をとらえて、判事は「ポップカルチャーの新しい象徴」とも評されるようになった。
ケネディ大統領が「JFK」と呼ばれるのと同様、ギンズバーグ判事も名前の頭文字をとって「RBG」と呼ばれることが多い。また判事の動向をフォローする個人ブログが人気を集め、そのブログが著名ラッパー「ノトーリアス・B.I.G.」をもじって「ノトーリアス・R.B.G」と題されていた ことから、メディアでもその呼び名が使われることがある。
2018年には判事の活動を描くドキュメンタリー『RBG 最強の85才』や、伝記映画『ビリーブ 未来への大逆転』が公開された。後者は甥であるダニエル・スティールマンが脚本を担当し、ルース・ベイダー・ギンズバーグ役にはフェリシティ・ジョーンズを迎え、ミミ・レダーが監督している。

## 語録
- 「子供を産むかどうかは女性の生き方・幸福と尊厳にとって核心的な決断です。それはその女性本人が自らのために決断すべきことなのです。その決断を政府が女性にかわって行うならば、その女性は、自らの選択に責任を負うべき成熟した大人として扱われていないということにほかなりません」（1993年、指名公聴会での発言[52]）
- 「フェミニズムについていちばん簡単な説明は、たとえばマーロ・トーマスの歌にある「あなたも私も自分自身でいられること」でしょうか。女性だって医師・弁護士だろうと酋長だろうと、何の仕事に就いてもいい。男性が教育や介護に情熱を傾けても、人形集めが好きだって構わない。私たちは自分の持つ才能を、それがどんなものであっても伸ばしてゆくことができるべきだし、天が与えたのではない人為的な障壁によって阻まれてはならない。そうした考え方がフェミニズムです」（2002年、ネットメディアのインタビュー[53]）
- 「（定員が9人の）連邦最高裁判事のうち何人が女性になったら満足するのか、と聞かれることがあります。私の答えはいつも同じ、『9人』です」（2015年、ジョージタウン大学での講演[54]）
- （#MeToo運動について尋ねられて）「（運動が起こるのは）時間の問題だったと思います。あまりにも長いあいだ女性は沈黙しつづけ、自分にできることは何もないのだと考えてきました。しかしいまや法律は女性と男性を問わず、ハラスメントを受ける人々の側にあります。それは素晴らしいことです」（2018年、ラジオ番組のインタビュー[55]）
- 「出産するかどうか決める権利を女性から取り上げて国家に与えようとする人々は、負け戦を戦っているのです。変化してゆく側がいずれ勝利するのですから」（2009年、新聞のインタビュー[56]）
- 「女性が真に男性と同等の権利を獲得するのは、次の世代の人々を育て上げるという責任を男性が等しく背負うようになったときです」（2001年、雑誌のインタビュー[57]）
- 「女性を優遇してくれとはいいません。男性の皆さん、私たちを踏みつけるその足をどけて」（2018年 ドキュメンタリー映画『RBG 最強の85才』でギンズバーグが朗読した一言。もとはアメリカの奴隷制度廃止運動家だったサラ・ムーア・グリムケの言葉で、ギンズバーグは判決文に引用したこともある[58][10]）

## エピソード

### 生前
- 2016年の大統領選挙を前に行われたいくつかのインタビューで、ギンズバーグは共和党推定候補者であったドナルド・トランプが大統領になる可能性を考えたくないと述べ、もしトランプが当選したらニュージーランドへ移住を検討するかもしれないと冗談を述べた[59][60]。後日、彼女は自身の発言が「無分別」なものであったとして謝罪している[61]。

### 死後
- 死後、ギンズバーグの棺は要人・市民による弔問の機会を設けるため連邦議会議事堂に一時安置された。アメリカ社会にきわめて重要な貢献を行ったとみなされる物故者に対する措置で、公職に就いた女性としては初、ユダヤ系米国人としても初のケースとなった[62][63]。進歩派の判事であったギンズバーグの後任として保守派の判事を指名したトランプ大統領とメラニア夫人が弔問に訪れた際には、集まった市民たちから「投票で落選させろ」という大きなコールとブーイングが飛ぶ一幕もあった[64]。
- ギンズバーグの死去が発表された直後から民主党に対する献金の額が急増し、2日後の2020年9月20日正午までに1億ドル（日本円で約104億円）を超えた[65]。この動きについて米メディアのブルームバーグは、大統領選挙の前に判事の後任を任命しようとするトランプ大統領と共和党支持者の動きに対して「民主党支持者が闘う姿勢を示した格好」と論評した[66]。その後、献金額はギンズバーグの死去から5日後には2億ドルを超え、12日後の9月30日正午には4億2000万ドルに達したと発表された[67][68]。
- ギンズバーグの死去から約1カ月が経過した2020年10月17日、最高裁の進歩派判事の代表者であったギンズバーグの後任として保守派の判事を指名したトランプ大統領に抗議するデモがアメリカ国内の430カ所余で行われた。当時のアメリカでは新型コロナウイルス感染症の流行により大規模な集会が自粛されていたにもかかわらず、これらのデモに参加した人々は約10万人に達したとされる[69]。
- アメリカ海軍は2022年3月31日に、建造中のジョン・ルイス級給油艦（英語版）8番艦(T-AO-212)に対し、「ルース・ベイダー・ギンズバーグ」の艦名を付与することを発表した[70]。なお、2025年6月にピート・ヘグセス合衆国国防長官が、同型艦（2番艦）（英語版）に付けられた艦名「ハーヴェイ・ミルク」（同名のLGBT人権活動家に由来）の変更を命じたことが報じられた[71][72]際、本艦の艦名も変更を推奨したとされる[72]。

## 文献
- Carmon, Irin and Shana Knizhnik (2015) Notorious RBG: The Life and Times of Ruth Bader Ginsburg (Dey Street Books)
- De Hart, Jane Sherron (2018) Ruth Bader Ginsburg: A Life (Knopf)
- Dodson, Scott (2015) The Legacy of Ruth Bader Ginsburg (Cambridge UP)
- Hartnett, Mary and Wendy W. Williams (2016) Ruth Bader Ginsburg- In Her Own Words (Simon & Schuster)
- ジョナ・ウィンター、ステイシー・イナースト（渋谷弘子訳）『大統領を動かした女性ルース・ギンズバーグ : 男女差別とたたかう最高裁判事』汐文社、2018.  ISBN 978-4811324753